# Johann von Riesch
Johann Sigismund von Riesch, né le 2 août 1750 à Vienne et mort le 2 novembre 1821 à Neschwitz, est un officier de cavalerie autrichien. Il combat pendant la guerre de Succession de Bavière, contre l'Empire ottoman, durant les guerres de la Révolution française et pendant les guerres napoléoniennes. Officier général en 1793, il termine sa carrière en 1810.

## Biographie
Né à Vienne le 2 août 1750 dans une famille aristocratique saxonne, Riesch s'engage dans l'armée de l'électorat de Saxe. En 1773, il passe au service de l'Autriche en tant qu'Oberleutnant au 1er régiment de chevau-légers. En 1778 – 1779, il combat l'armée prussienne au cours de la guerre de Succession de Bavière. Au cours de la guerre austro-turque de 1787 – 1791, il est promu colonel du 14e régiment de cuirassiers de Nassau-Usingen. Le 18 août 1788, il se distingue lors d'un affrontement face à la cavalerie ottomane sur la rivière Timiș dans le Banat.

### Première Coalition
En 1792, Riesch épouse Theresia Josephine Koháry. Il sert de nouveau dans l'armée autrichienne pendant les guerres de la Première Coalition et est blessé le 16 mars 1793 à Tirlemont. En juillet, il est promu général-major. En mai 1794, il défait une partie de cavalerie française supérieure en nombre à Maubeuge. À la bataille de Fleurus, le 26 juin, il commande une brigade de la première colonne constituée de deux bataillons du régiment d'infanterie Samuel Gyulai, de trois bataillons émigrés et de deux escadrons de la Légion de cavalerie Béon.
François II nomme Riesch Feldmarschall-Leutnant le 4 mars 1796. Il passe à l'armée du Haut-Rhin sous Wurmser puis Latour. Lors de la victoire de Wurzbourg le 3 septembre 1796, il commande une petite division de cavalerie de l'armée de l'archiduc Charles. Après la bataille de Neuwied le 18 avril 1797, il couvre avec sa cavalerie la retraite de l'armée autrichienne.

## Deuxième Coalition
Le 25 mars 1799, Riesch participe au succès autrichien de la bataille de Stockach en menant un charge de cavalerie contre la réserve de cavalerie française du général d'Hautpoul. Il reçoit pour ce fait d'armes la croix de l'ordre militaire de Marie-Thérèse en août 1801. Lors de la première bataille de Zurich, il commande à nouveau une division de cavalerie, cette fois-ci sous les ordres du comte Wallis.
Pendant la campagne de 1800 en Allemagne du Sud, Riesch commande encore une division de cavalerie. Il combat sous les ordres de Pál Kray à la deuxième bataille de Stockach puis à celle de Moesskirch deux jours plus tard. Pendant l'armistice estivale, l'empereur nomme l'archiduc Jean à la tête de l'armée autrichienne. Lorsque l'armistice est rompu en novembre, Riesch se trouve à la tête d'un corps composé de cavalerie, d'infanterie et d'artillerie. Le 1er décembre, à la bataille d'Ampfing, il commande l'aile gauche autrichienne. Sa colonne progresse si lentement qu'elle arrive bien trop tard pour peser sur les arrières des divisions françaises des généraux Ney et Hardy.

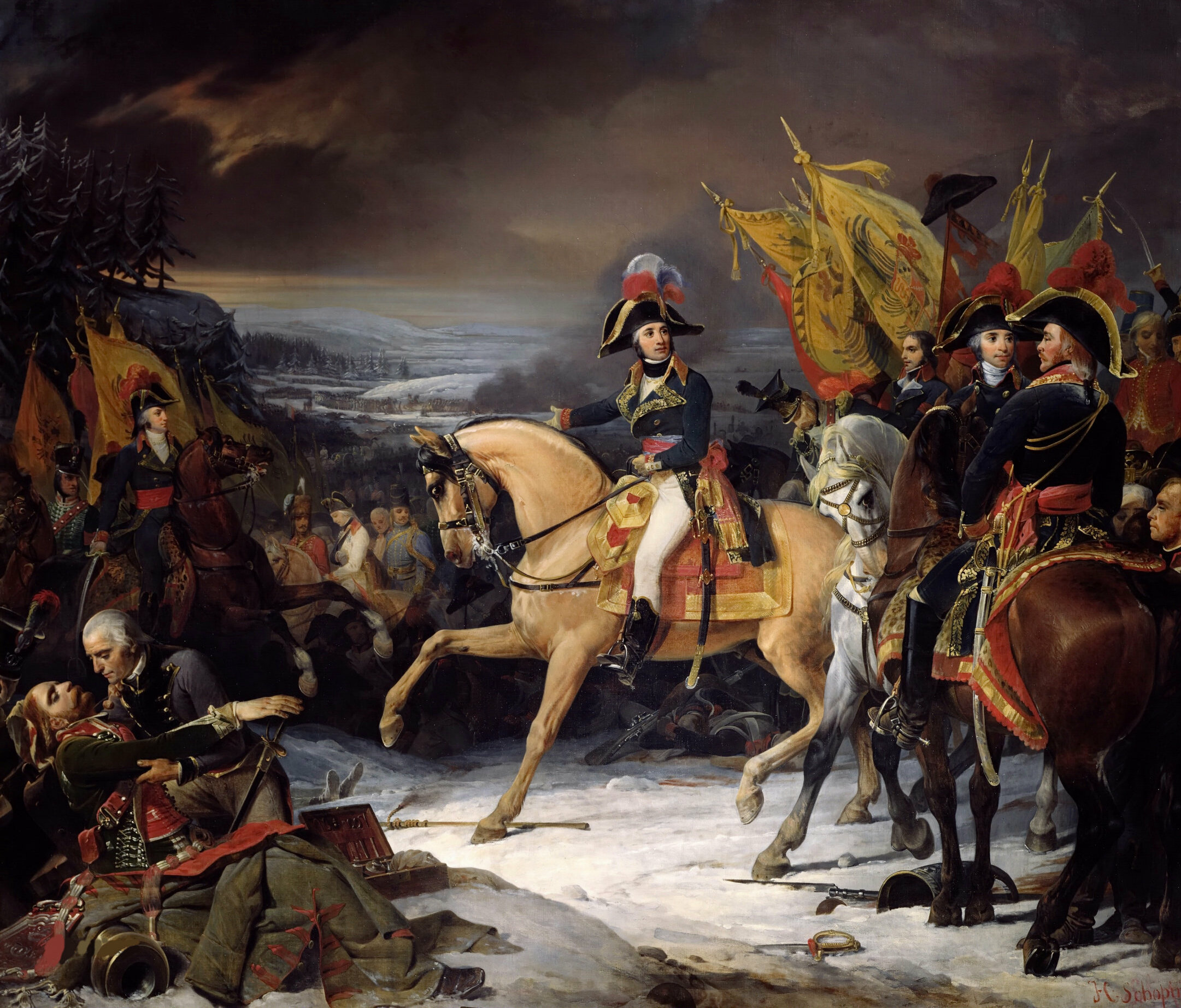
Bataille de Hohenlinden, le 3 décembre 1800.

Deux jours plus tard, Riesch commande la colonne de gauche de l'armée autrichienne à la bataille de Hohenlinden. Avançant vers Ebersberg, sa colonne forte de 13 000 hommes atteint le village de Christoph et y bute sur la division Richepanse. Le divisionnaire français laisse la brigade Drouet bloquer la progression de la colonne de Reisch et continue son mouvement tournant qui l'amène sur les arrières de la colonne autrichienne principale et provoque la déroute de l'armée de l'archiduc. Devant la débâcle sur sa droite et l’arrivée de la division Decaen, Reisch choisit de se retirer en laissant près de 3 000 prisonniers aux mains des Français.
Durant la retraite qui suivit la bataille de Hohenlinden, Reisch tente de se positionner en couverture au nord de la route Rosenheim – Salzbourg, mais il est accroché avec les 6 000 hommes qui lui restent par 10 000 Français sous les ordres du général Montrichard à Rosenheim et y perd 600 hommes contre seulement 110 tués et blessés pour son adversaire. De nouveau accroché à Schwanstadt le 18 décembre, cette fois-ci par Richepanse, il laisse 700 dragons entre les mains des Français. Le même jour, l'archiduc Jean est relevé de son commandement et remplacé par l'archiduc Charles qui conclut avec Moreau l'armistice de Steyer le 25 décembre 1800.

## Troisième Coalition

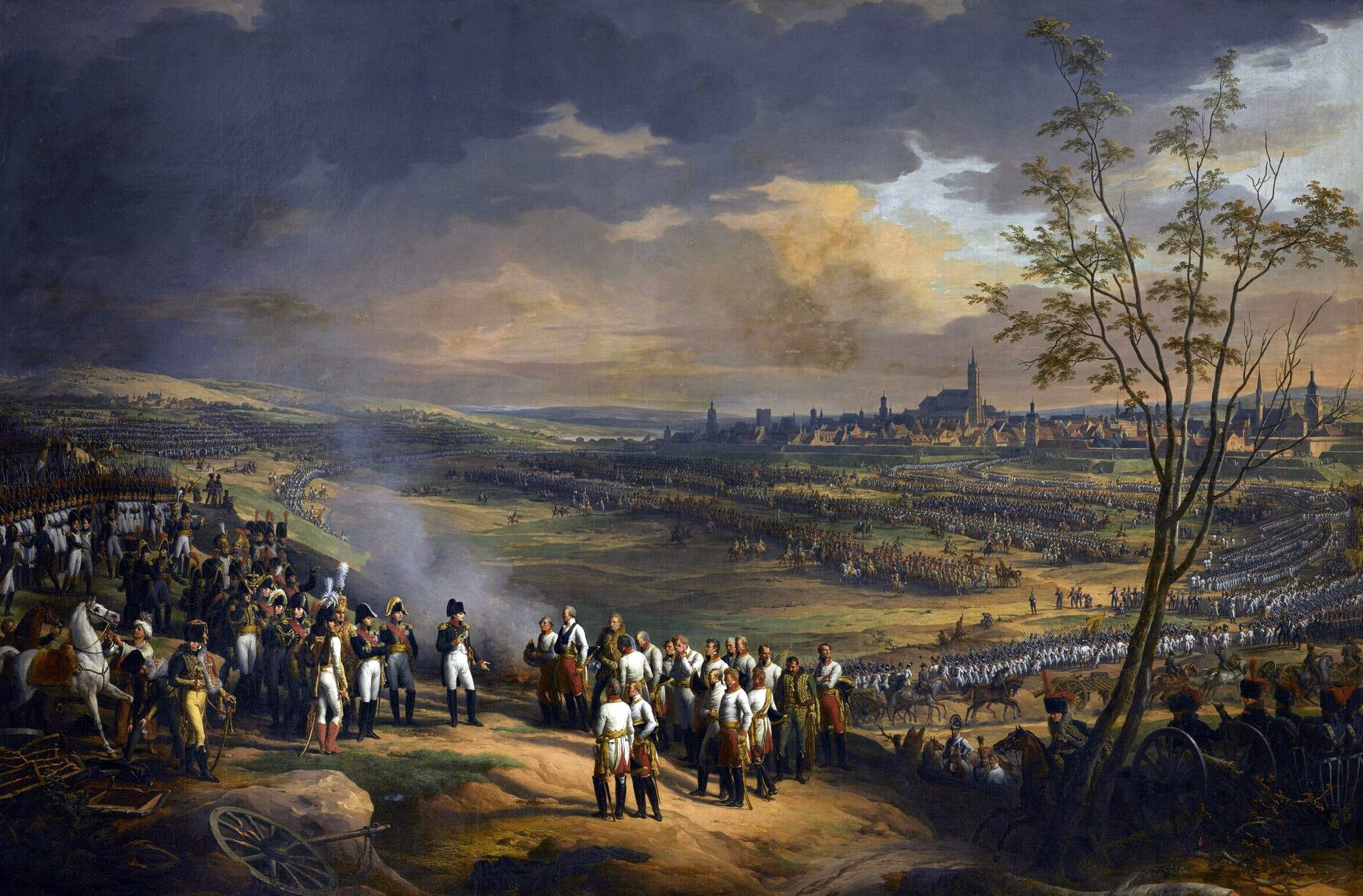
Napoléon recevant la reddition de l'armée autrichienne à Ulm.

Au lancement de la campagne d'Allemagne de 1805, le haut commandement autrichien confie à Riesch un corps de l'armée de l'archiduc Ferdinand et du général Mack. Tandis que les armées autrichiennes attendent la Grande Armée aux débouchés de la Forêt-Noire, aux alentours d'Ulm, les Français contournent le massif par le Nord et se rabattent sur les arrières du dispositif autrichien. Cherchant à se conserver une possibilité de retraite, Mack envoie le corps de Franz von Werneck occuper le pont d'Elchingen au nord d'Ulm et ordonne à Riesch de couvrir son flanc droit.
Riesch s'installe dans les villages d'Ober-Elchingen et d'Unter-Elchingen, ainsi que dans l'abbaye, sur la rive nord du Danube. Le 14 octobre 1805, lors de la bataille d'Elchingen, la division Riesch est attaquée par le corps du maréchal Ney. Après de violents combats, les Autrichiens sont contraints à la retraite vers Ulm et laissent 3 000 prisonniers aux mains des Français. Au total, Riesch perd 6 000 hommes, 4 canons et 4 drapeaux ce jour-là. Quelques jours plus tard, le 20 octobre, Mack capitule et toute son armée, dont Riesch, est faite prisonnière.

## Dernières années
En juin 1806, il devient propriétaire du 6e régiment de dragons Reisch qu'il conserve jusqu'à sa mort. En 1809, il commande la réserve autrichienne mais ne participe à aucune des batailles de la Cinquième Coalition. Retraité depuis 1810, il épouse en 1812 une jeune fille de 21 ans, Amalie Adelheid von Schönberg, sa première femme étant décédée depuis 1803.
Johann von Riesch meurt le 2 novembre 1821 dans son domaine de Barockschloss à Neschwitz, en Saxe.